# Kurzer Knochen

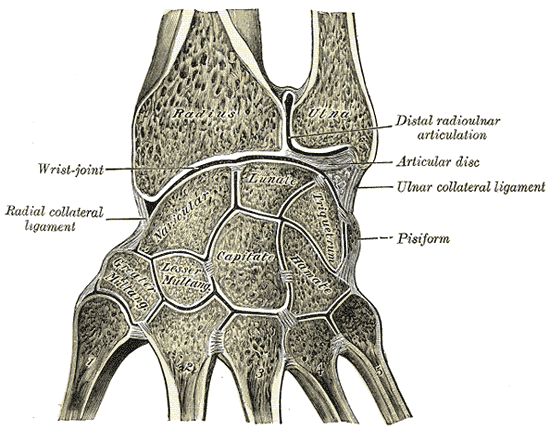
Handwurzelknochen

Als kurze Knochen (lat. Ossa brevia, Singular Os breve) bezeichnet man in der Anatomie quadratische oder rundliche Knochen. 
Kurze Knochen bestehen größtenteils aus schwammartiger Knochensubstanz (Spongiosa), die nur von einem dünnen Mantel aus kompakter Knochensubstanz (Substantia compacta) überzogen ist. Die kompakte Knochensubstanz ist bis auf die Gelenkflächen von der Knochenhaut (Periost) umgeben. Im Gegensatz zu den Röhrenknochen besitzen kurze Knochen keinen Knochenschaft (Diaphyse).
Zu den kurzen Knochen zählen die Knochen der Hand- und Fußwurzel.